# Franz Josef Parking Waterfall
Der Franz Josef Parking Waterfall ist ein Wasserfall im Westland-Nationalpark in der Region West Coast auf der Südinsel Neuseelands. Im Tal des Franz-Josef-Gletschers liegt er etwa 100 Meter nördlich der Trident Creek Falls. Seine Fallhöhe beträgt rund 25 Meter.
Der Wasserfall ist nach 5 Minuten Gehzeit über den Fanz Josef Glacier Walk vom Parkplatz am Ende des Zufahrtsweges zum Franz-Josef-Gletscher zu erreichen.